# Pays des étangs
Le pays des étangs est une région naturelle française historiquement lorraine. Il est constitué de plus d'une centaine d'étangs naturels ou artificiels créés au Moyen Âge principalement pour la pisciculture.
La ZNIEFF du pays des étangs concerne 53 communes de la Moselle et 2 du Bas-Rhin en 2012. Le pays naturel historique et la ZNIEFF sont deux territoires qui ne se correspondent pas exactement.

## Géographie
Situé dans le nord-est lorrain, ce pays est une vaste plaine boisée et parsemée d'étangs qui commence au sud du plateau lorrain et allant jusqu'aux Vosges gréseuses. Il peut être approximativement délimité par un trapèze Château-Salins, Blâmont, Sarrebourg, Faulquemont.
En 2012, la ZNIEFF du pays des étangs représente : 27 communes du Saulnois moderne, 26 communes du pays LOADDT de Sarrebourg, 2 communes de l'Alsace bossue et une partie de l'est du parc naturel régional de Lorraine.

## Communes
En 2012, la ZNIEFF du pays des étangs s'étend sur 55 communes ci-dessous, dont 53 en Moselle et 1 dans le Bas-Rhin :
- Albestroff
- Altwiller
- Assenoncourt
- Avricourt
- Azoudange
- Belles-Forêts
- Berthelming
- Blanche-Église
- Bourdonnay
- Cutting
- Desseling
- Diane-Capelle
- Diedendorf
- Dieuze
- Donnelay
- Fénétrange
- Foulcrey
- Fribourg
- Gelucourt
- Givrycourt
- Gondrexange
- Gosselming
- Guéblange-lès-Dieuze
- Guermange
- Haut-Clocher
- Ibigny
- Insviller
- Kerprich-aux-Bois
- Lagarde
- Langatte
- Languimberg
- Léning
- Lhor
- Lindre-Basse
- Lindre-Haute
- Lostroff
- Loudrefing
- Maizières-lès-Vic
- Mittersheim
- Montdidier
- Moussey
- Munster
- Nébing
- Niederstinzel
- Ommeray
- Réchicourt-le-Château
- Rhodes
- Romelfing
- Rorbach-lès-Dieuze
- Saint-Georges
- Saint-Jean-de-Bassel
- Tarquimpol
- Torcheville
- Vibersviller
- Zommange

## Zones naturelles
Le pays des étangs est une ZNIEFF de type 2 qui inclut plusieurs ZNIEFF de type 1. Autrement dit, la grande zone naturelle du pays des étangs inclut les petites zones naturelles ci-dessous :
- Prairies remarquables à Azoudange
- Vallée de la rose de Vibersviller à Insviller
- Étang de Bisping à Belles-Forêts
- Long étang de Fénétrange
- Étang du moulin à Insviller
- Étang rouge à Insviller
- Étangs et milieux tourbeux de Lindre, de Zommange et de Lansquenet
- Étang de Bru à Donnelay
- Étang d'Ommeray
- Prairies remarquables à Belles-Forêts
- Grand étang de Mittersheim dit le lac vert
- Étang de la Laixière à Bataville
- Haut étang, étang de Nolweiher et forêt du jardin holz à Guermange
- Étang du Stock à Rhodes
- Étang de Gondrexange
- Étangs de Videlange, des moines et étangs satellites à Gelucourt
- Petit étang du moulin de Loudrefing
- Voite étang et étang des sœurs grises à Lindre-Basse
- Prairies de la Gueuze de Ketzing et du champ le Valet à Gondrexange
- Étang d'Armessous et mares tourbeuses à Guermange
- Prairies de Réchicourt-le-Château et Avricourt
- Étangs de Saint-Jean et des Graviottes à Gelucourt
- Étang Gross Schwarzweiher à Niederstinzel
- Boisement à gros bois et aulnaie de Munster
- Prairies et marais du bassin versant du Lindre à Assenoncourt et Desseling

## Tourisme local
Le pays des étangs est un pôle touristique majeur du tourisme vert en Lorraine par la présence :
- Patrimoine usine de chaussure Bata : bataville
- de la réserve ornithologique constituée par l'étang de Lindre, réserve Natura 2000 ;
- d'un Center Parc, ouvert depuis 2010
- Du parc animalier de Sainte Croix à Rhodes